# 열린세상 오늘!
열린세상 오늘!은 Cpbc FM에서 방송되었던 라디오 시사 프로그램이다.

## 역사
원래 이 프로그램의 전신은 구 PBC FM 시절에 방송된 《PBC 대행진》이었으며, 이후 2000년 5월 3일부터 《FM 좋은아침》이 방송되다가, 2001년 10월 22일부터 이 프로그램이 첫방송되었고, 원래는 아침 시간대에 방송되었으나, 2019년 6월 3일부터 저녁 5시로 이동하여 방송되었다가, 2021년 10월 16일 방송을 마지막으로 20년만에 폐지되었다.

## 역대 방송시간
| 방송 채널 | 방송 기간                           | 방송 시간                                                |
| --------- | ----------------------------------- | -------------------------------------------------------- |
| Cpbc FM   | 2001년 10월 22일 ~ 2008년 10월 18일 | 월~토요일 아침 8:00 ~ 오전 9:00                          |
| Cpbc FM   | 2008년 10월 20일 ~ 2010년 4월 17일  | 월~토요일 아침 7:10 ~ 오전 9:00                          |
| Cpbc FM   | 2010년 4월 19일 ~ 2013년 10월 19일  | 월~토요일 아침 7:10 ~ 아침 8:50                          |
| Cpbc FM   | 2013년 10월 21일 ~ 2018년 12월 1일  | 월~토요일 아침 7:00 ~ 아침 8:00                          |
| Cpbc FM   | 2018년 12월 3일 ~ 2019년 6월 1일    | 평일 아침 7:00 ~ 아침 8:30, 토요일 아침 7:00 ~ 아침 8:00 |
| Cpbc FM   | 2019년 6월 3일 ~ 2021년 10월 16일   | 월~토요일 저녁 5:00 ~ 저녁 6:00                          |

## 역대 진행자
- 2001년 10월 22일 ~ 2002년 4월 13일 : 맹경순 아나운서
- 2002년 4월 15일 ~ 2005년 4월 16일 : 이석우 보도국장 (1차)
- 2005년 4월 18일 ~ 2007년 4월 14일 : 장성민 전 국회의원
- 2007년 4월 16일 ~ 2011년 4월 23일 : 이석우 보도국장 (2차)
- 2011년 4월 25일 ~ 2012년 4월 21일 : 이상도 기자
- 2012년 4월 23일 ~ 2014년 10월 4일 : 서종빈 기자
- 2014년 10월 6일 ~ 2016년 12월 31일 : 윤재선 기자 (1차)
- 2017년 1월 2일 ~ 2017년 9월 16일 : 김성덕 기자
- 2017년 9월 18일 ~ 2018년 12월 1일 : 김혜영 기자
- 2018년 12월 3일 ~ 2019년 3월 2일 : 김혜영 기자 (평일), 도재진 기자 (토요일)
- 2019년 3월 4일 ~ 2019년 6월 1일 : 김혜영 기자 (평일), 맹현균 기자 (토요일)
- 2019년 6월 3일 ~ 2020년 11월 28일 : 윤재선 기자 (평일), 이주엽 기자 (토요일)
- 2020년 11월 30일 ~ 2021년 10월 16일 : 윤재선 기자 (2차)

## 지역방송국 평일 자체 프로그램
※ 원래는 전국방송이었으나, 2019년 6월 3일에 일부 지역 자체 방송으로 변경되었다.

※ 대구cpbc를 제외한 아래의 지역국은 평일에 자체 프로그램을 방송한다.
| 방송국                  | 프로그램 타이틀                                         | 진행자             | 주파수                                                      |
| ----------------------- | ------------------------------------------------------- | ------------------ | ----------------------------------------------------------- |
| cpbc 대전가톨릭평화방송 | 아름다운 오후 5시, 대전가톨릭평화방송입니다 (월~목요일) | 최순희 교수        | FM 106.3MHz                                                 |
| cpbc 대전가톨릭평화방송 | 세이예수 (금요일)                                       | 김용태 마태오 신부 | FM 106.3MHz                                                 |
| cpbc 부산가톨릭평화방송 | 다정다감 다섯시                                         | 조윤진             | FM 101.1MHz (부산), FM 101.5MHz (서부산), FM 94.3MHz (울산) |
| cpbc 광주가톨릭평화방송 | 함께하는 세상, 오늘                                     | 김선균 부국장      | FM 99.9MHz (광주), FM 99.5MHz (여수)                        |